# شهرستان کوگارچینسکی
شهرستان کوگارچینسکی (به لاتین: Kugarchinsky District) یک شهرستان در روسیه است که در باشقیرستان واقع شده‌است.